# Клемастин
Клемасти́н (тавеги́л) — лекарственное средство, конкурентным ингибитор H1-гистаминовых рецепторов группы этаноламинов.
Обладает антихолинергическими свойствами. Как большинство H1-гистаминоблокаторов первого поколения проявляет выраженный побочный седативный эффект. Используется в виде соли фумаровой кислоты для симптоматического лечения аллергических реакций, таких как ринит, крапивница, конъюнктивит и зуд кожи. Недавние исследования показали эффективность клемастина для лечения нейродегенеративных заболеваний, что обусловлено способностью восстановления миелина — изоляционной оболочки, которая окружает нервные волокна в центральной нервной системе.
Был запатентован в 1960 году и введен в медицинскую практику в 1967 году компанией Сандоз под фирменным наименованием Tavegyl (Тавегил), под которым наиболее широко известен в мире и в настоящее время. В России и во многих других странах отпускается в аптеках без рецепта.

## Фармакологическое действие
Обратимо связывается с H1-гистаминовыми рецепторами. Обладает противоаллергическим действием, снижает проницаемость сосудов, оказывает седативный и холиноблокирующий эффект, обладает снотворной активностью. Предупреждает развитие вазодилатации и сокращения гладких мышц, индуцируемых гистамином. Уменьшает проницаемость капилляров, тормозит экссудацию и формирование отека, уменьшает зуд, проявляет местноанестезирующую активность. Экспериментальные исследования не выявили канцерогенного, мутагенного и тератогенного действия. Антигистаминное действие после приема внутрь достигает максимума через 5-7 часов и сохраняется в течение 10-12 часов.

## Фармакокинетика
Абсорбция — быстрая. TCmax в плазме — 2—4 часа. Связь с белками плазмы — 90—95 %. Проходит через гематоэнцефалический барьер. В период лактации в небольшом количестве проникает в грудное молоко. Метаболизм — в печени. Выведение из плазмы — двухфазное, период полувыведения первой фазы — 2,7—4,5 часов, второй — 21—53 часов. Метаболиты (45—65 %) выделяются почками, неизмененный препарат обнаруживается в моче в следовых количествах.

## Показания
Сенная лихорадка, аллергический ринит, крапивница, зудящие дерматозы, экзема (острая и хроническая), контактный дерматит, лекарственная аллергия, укусы насекомых — для таблеток и сиропа. Ангионевротический отек, анафилактический шок, анафилактоидные реакции, аллергические и псевдоаллергические реакции (профилактика), сывороточная болезнь, геморрагический васкулит, острый иридоциклит — для инъекций.

## Противопоказания
Гиперчувствительность, беременность, период лактации, детский возраст (до 1 года), одновременный прием ингибиторов МАО, заболевания нижних дыхательных путей (в том числе бронхиальная астма).
Принимают с осторожностью при следующих заболеваниях: закрытоугольная глаукома, стеноз привратника желудка, гиперплазия предстательной железы, сопровождающаяся задержкой мочи, обструкция шейки мочевого пузыря, тиреотоксикоз, заболевания сердечно-сосудистой системы (в том числе артериальная гипертензия), детский возраст (до 6 лет — для таблеток, 1 год — для сиропа и раствора для инъекций).

## Побочные эффекты
Наиболее значительные и часто возникающие побочные эффекты от применения клемастина — сонливость, нарушение психомоторной функции, проблем с концентрацией, головокружения, усталость, седация, нарушения координации и холинолитических эффектов, сухость во рту и затруднения в выделении секреции бронхов. Другие побочные эффекты включают бессонницу, головокружение, тахикардию, тошноту, рвоту, диарею или запор, смазанные зрительные образы, фотофобию и нарушения в мочеполовой системе у мужчин, страдающих от доброкачественной гиперплазии предстательной железы. Терапевтические дозы климастина могут влиять на корректное цветоощущение. В редких случаях отмечены аллергические высыпания и эритема.
Постоянное и/или кумулятивное применение антигистаминных препаратов первого поколения связано с повышением риска снижения когнитивных функций и деменции у пожилых людей.

## Передозировка
Симптомы передозировки
Стимуляция центральной нервной системы (чаще у детей), проявления антихолинергического действия: сухость во рту, фиксированное расширение зрачков, «приливы» крови к лицу, нарушения со стороны желудочно-кишечного тракта.
Лечение передозировки
Если рвота не возникла спонтанно, промыть желудок. Промывание желудка 0,9 % раствором хлорида натрия NaCl (через 3 часа и более с момента приема препарата), назначение солевых слабительных и проведение симптоматической терапии.

## Особые указания
Терапия несовместима с приемом алкогольных напитков. Необходимо исключить возможность внутриартериальных инъекций, так как некоторые растворы для инъекций содержит этанол.
При лечении препаратом необходимо тщательное наблюдение за детьми и пациентами пожилого возраста, у которых повышена чувствительность к антигистаминным лекарственным средствам.
В период лечения препаратом необходимо соблюдать осторожность при вождении автотранспорта и других потенциально опасных видов деятельности, требующими повышенной концентрации внимания и быстроты психомоторных реакций.

## Взаимодействие
Усиливает действие седативных, снотворных, антипсихотических лекарственных средств (нейролептиков), лекарственных средств для общей анестезии и других лекарственных средств, угнетающих центральную нервную систему. Усиливает эффект холиноблокаторов. Несовместим с одновременным приемом ингибиторов моноаминоксидазы (МАО) и этанола.